# Pojack
Pojack, auch Pojak, war ein kleines russisches Volumen- und Getreidemaß. Es ist nicht mit dem Pajock zu verwechseln.
- 1 Pojack = ½ Garnetz = 76 ⅝ Pariser Kubikzoll = rund 1,6 Liter